# Отрепьер
Отрепье́р (фр. Autrepierre) — коммуна во французском департаменте Мёрт и Мозель региона Лотарингия. Относится к  кантону Бламон.	

## География
Отрепьер расположен в 50 км к востоку от Нанси. Соседние коммуны: Амнонкур и Инье на севере, Репе на востоке, Верденаль на юге, Шазель-сюр-Альб и Гондрексон на юго-западе.

## История
Здесь в 1240—1308 годах находился дом тамплиеров, т.н. аббатство. В XVII веке в результате поголовных эпидемий, разоривших Лотарингию, в Отрепьер оставался один-единственный житель, причём практически полностью вымерли и соседние деревни Репе, Барба, Блемре и Фремонвиль.

## Достопримечательности
- Церковь XVIII века с готическими куполами.

## Демография
Население коммуны на 2010 год составляло 123 человека.
| 1962 | 1968 | 1975 | 1982 | 1990 | 1999 | 2010 |
| ---- | ---- | ---- | ---- | ---- | ---- | ---- |
| 152  | 157  | 161  | 133  | 113  | 108  | 123  |